# تشيستر ،مقاطعة أورنج (نيويورك)
تشيستر، مقاطعة أورنج (بالإنجليزية: Chester, Orange County, New York)‏ هي منطقة سكنية تقع في الولايات المتحدة في نيويورك (ولاية). يقدر عدد سكانها بـ 11,981 نسمة .